# Gesamtanlage Bad Wimpfen am Berg

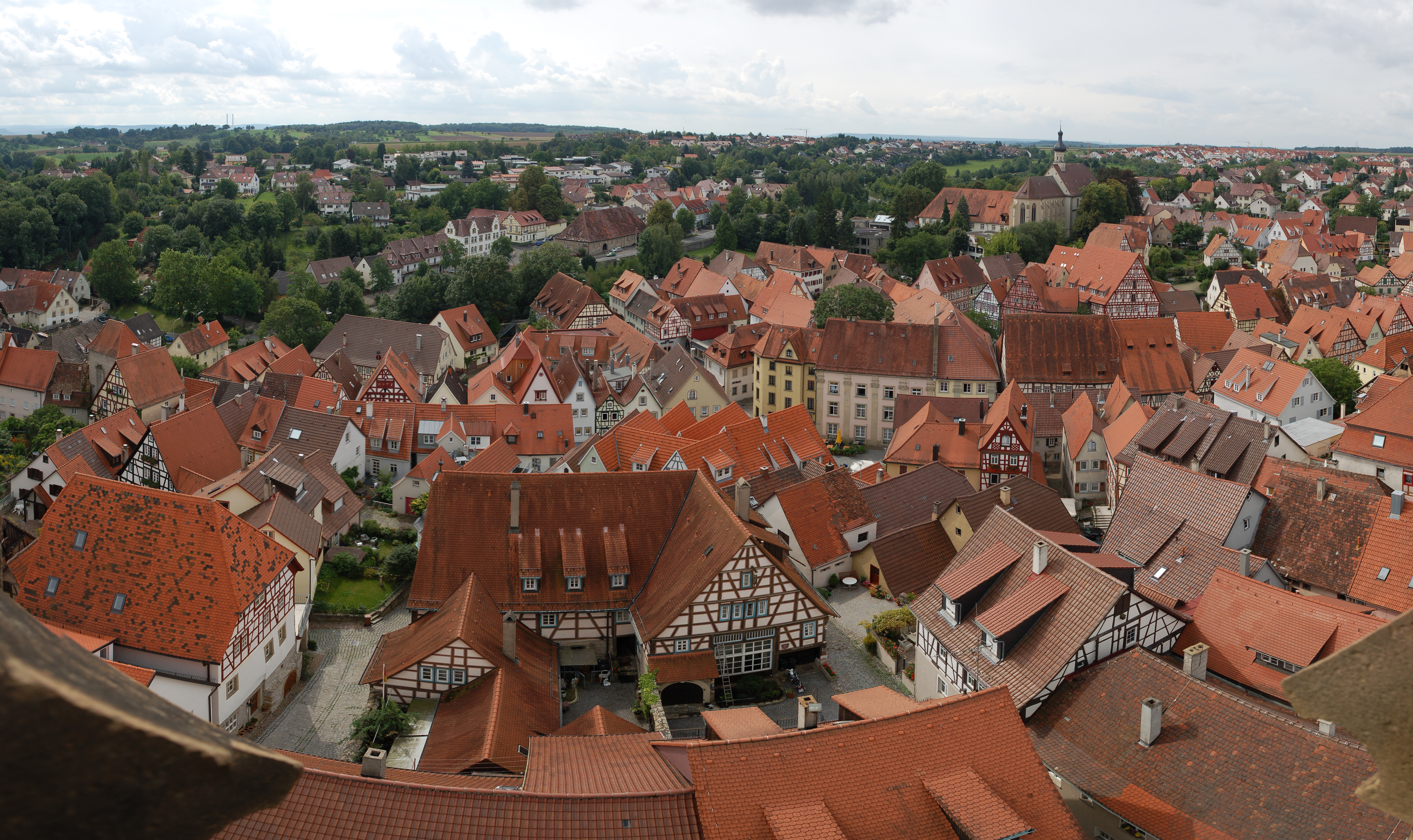
Blick über die Altstadt von Bad Wimpfen

Die Gesamtanlage Bad Wimpfen am Berg ist ein denkmalgeschütztes Ensemble in Bad Wimpfen im Landkreis Heilbronn in Baden-Württemberg. Geschützt ist seit 1981 die später in die Stadt integrierte Pfalz Wimpfen, der größten Kaiserpfalz nördlich der Alpen, und die von hochwertiger Bebauung gekennzeichnete bürgerliche Stadt.

## Allgemeines
Gesamtanlagen schützen gemäß § 19 Denkmalschutzgesetz Baden-Württemberg Straßen-, Platz- und Ortsbilder, an deren Erhaltung aus wissenschaftlichen, künstlerischen oder heimatgeschichtlichen Gründen ein besonderes öffentliches Interesse besteht. Geschützt ist das überlieferte Erscheinungsbild der Gesamtanlage mit seinen Bestandteilen und Merkmalen. Neben Bauwerken zählen dazu auch Straßen- und Platzräume oder Grün- und Freiflächen. Schützenswert können außerdem die topographische Lage, der Ortsgrundriss oder eine Stadtsilhouette sein. Der Gesamtanlagenschutz umfasst bei Gebäuden nur die von außen sichtbaren Teile; bei Kulturdenkmalen innerhalb der Gesamtanlage, die zusätzlich nach anderen Bestimmungen des Gesetzes geschützt sind, ist darüber hinaus auch das Innere Gegenstand des Denkmalschutzes.

## Beschreibung
Wimpfen erlebte seit etwa 1300 als Freie Reichsstadt ihre Blütezeit. Für das Stadtbild bestimmend sind im Bereich der Kaiserpfalz die aus der Stauferzeit stammenden beiden Türme, das Steinhaus, der Palas, die Pfalzkapelle und die weitgehend erhaltene Befestigung. Die sich nach Südwesten anschließende Stadt besitzt mit der Stadtkirche dem Dominikanerkloster, dem Alten Spital und dem Wormser Hof kaum weniger historische Großbauten, die eingebettet in die unveränderte Stadtstruktur und zusammen mit zahlreichen spätmittelalterlichen und frühneuzeitlichen Bürger- und Ackerbürgerhäusern das Bild der Stadt seit Jahrhunderten prägen. Aufgrund dieser Bedeutung ist Bad Wimpfen am Berg eine Gesamtanlage gemäß § 19 Denkmalschutzgesetz.
Teile der Gesamtanlage Bad Wimpfen am Berg:

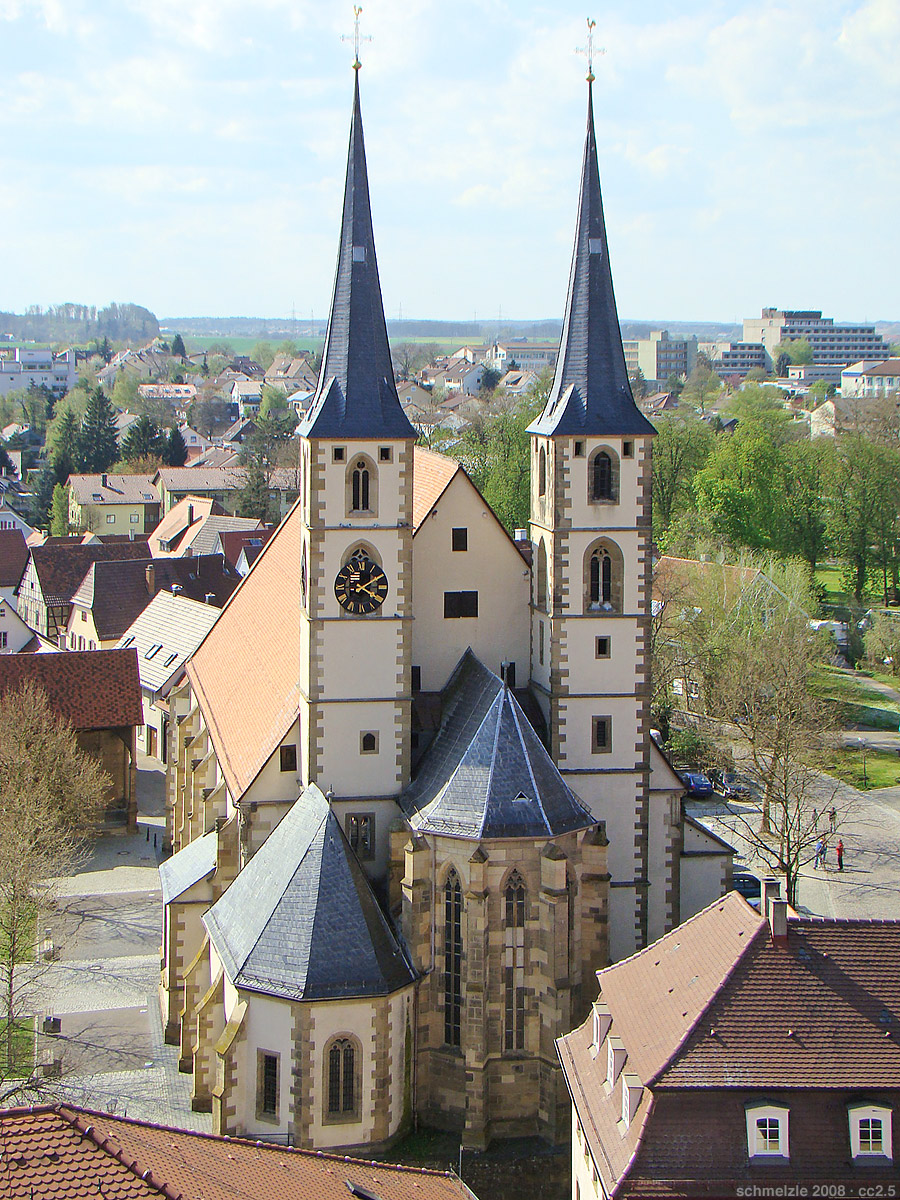
Stadtkirche
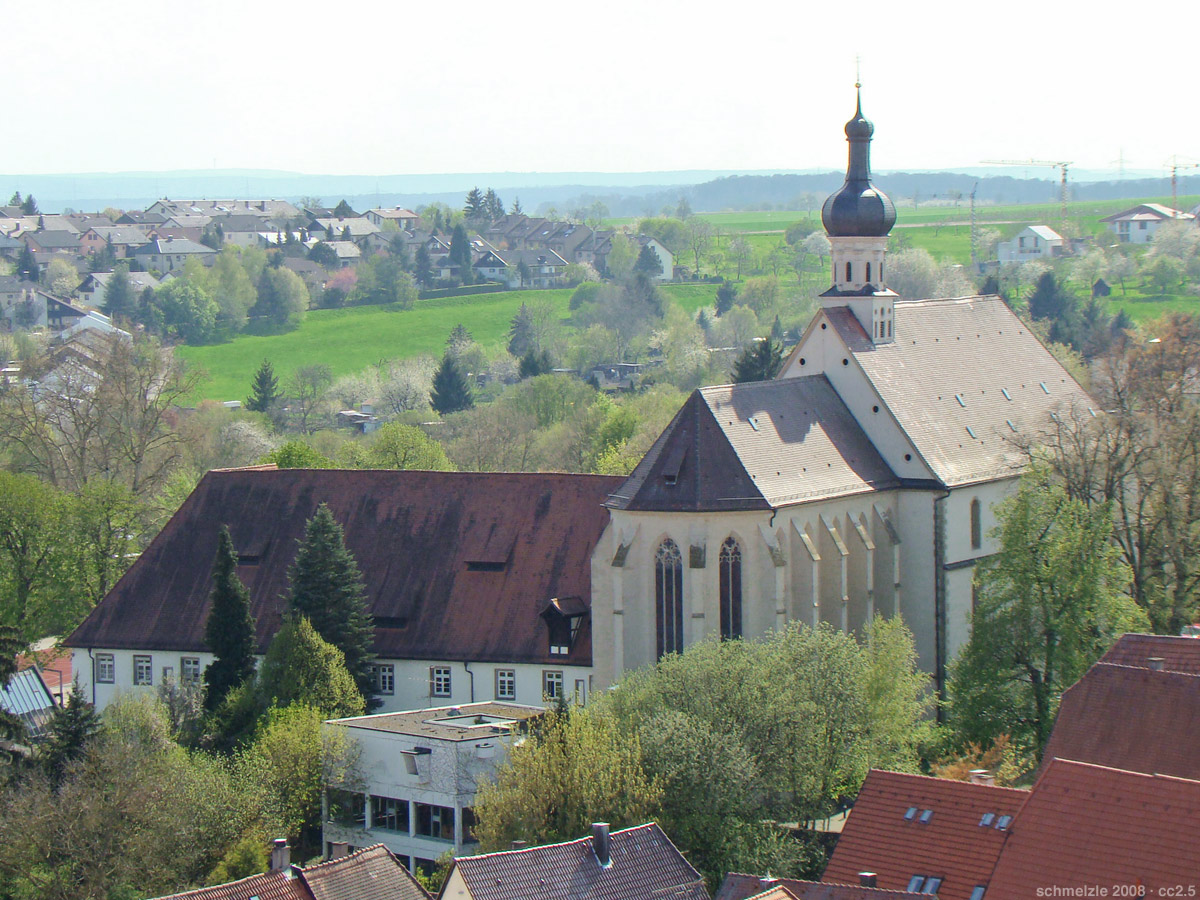
Dominikanerkirche
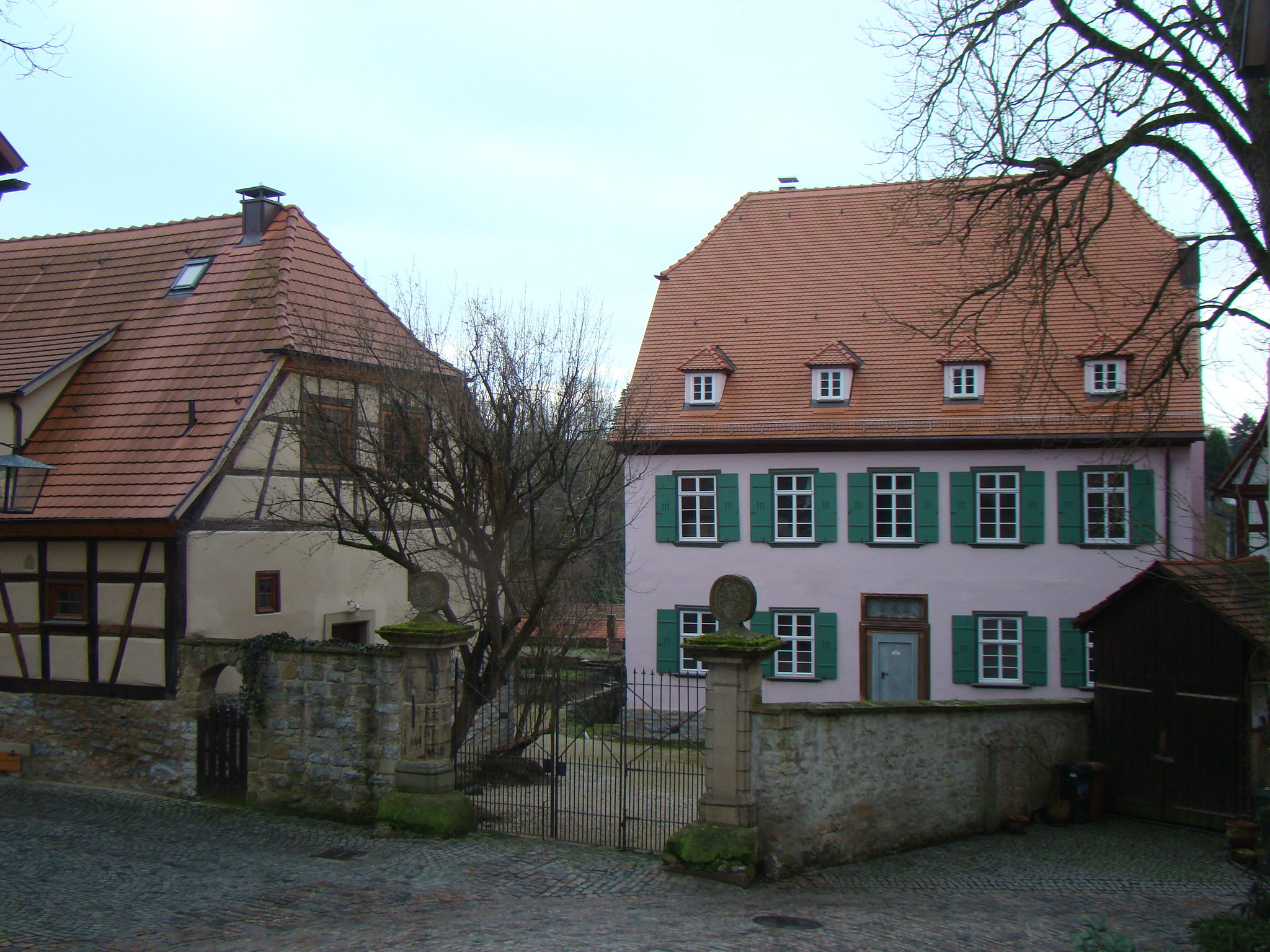
Gemminger Hof
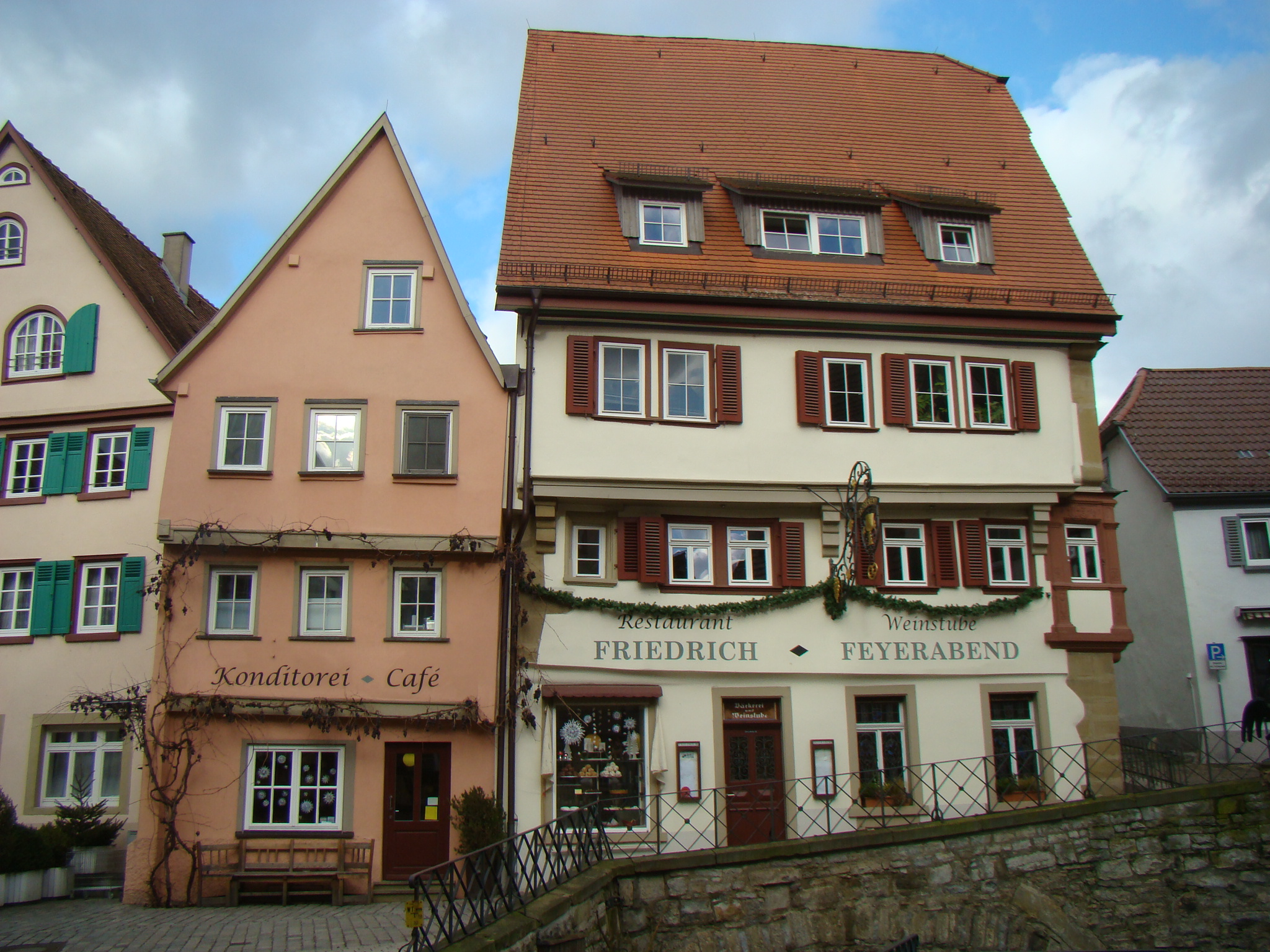
Weinstube Feyerabend
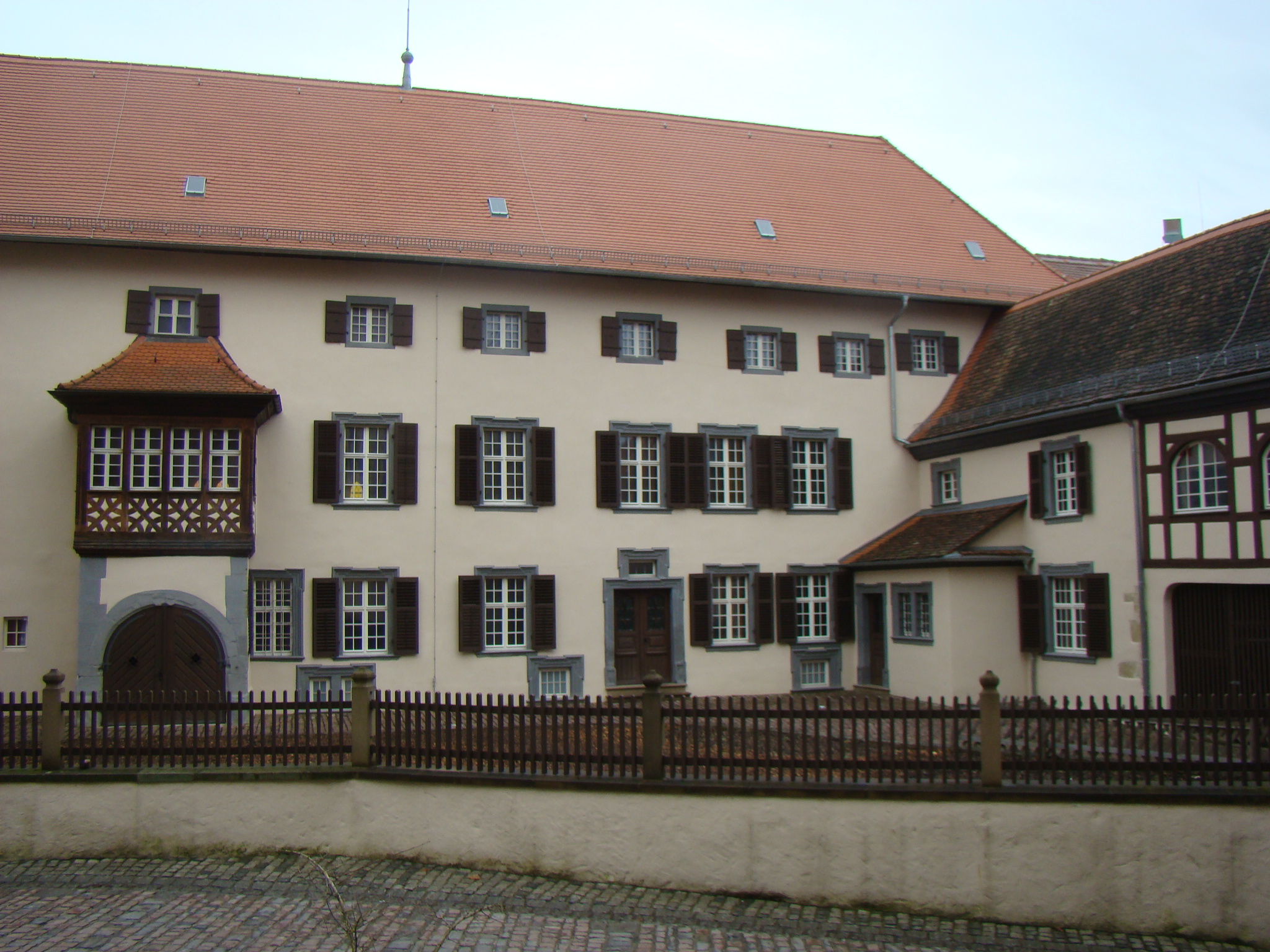
Wormser Hof
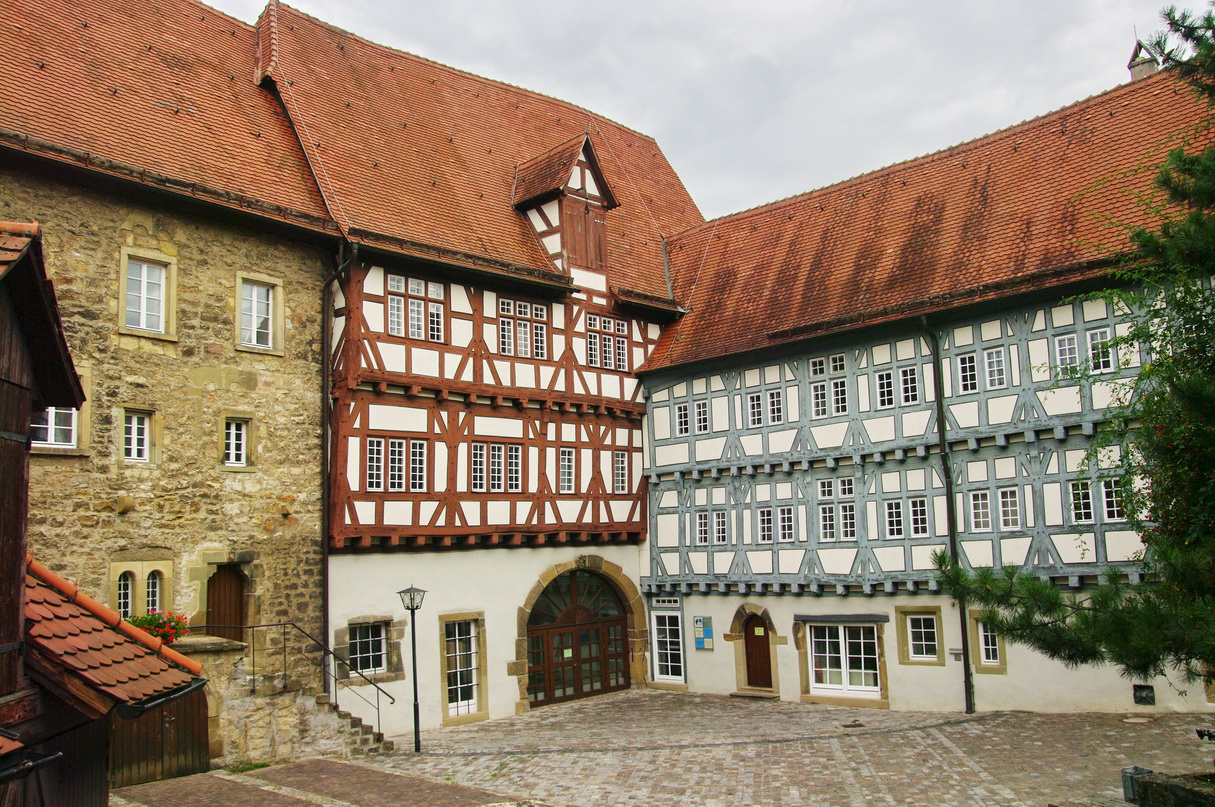
Spital